# Bloom (Superflyの曲)
「Bloom」（ブルーム）は、Superflyの楽曲。2018年6月6日に、23枚目のシングルとして、初回限定盤DVD（CD2枚+DVD）、初回限定盤Blu-ray（CD2枚+Blu-ray）、通常盤（CD2枚組）の3形態でワーナーミュージックからリリースされた。

## 解説
本作は体調不良による休養期間を経て復帰後最初にリリースされたシングルで、前作「99」からおよそ1年7カ月ぶりとなる。Disc1には壮大なオーケストラサウンドを取り入れ、いしわたり淳治が作詞、蔦谷好位置が作編曲を担当した表題曲「Bloom」と、越智自身が作詞作曲を手がけ、レコーディングにはSOIL&"PIMP"SESSIONSの秋田ゴールドマン（B）とみどりん（Dr）が参加した本格的なジャズサウンドの楽曲「Fall」などカップリング曲3曲を、Disc.2には「Superfly 10th Anniversary Premium LIVE “Bloom”」の音源を収録。
表題曲「Bloom」はSuperflyが自身のデビュー10周年を記念して制作した楽曲で、代表曲「愛をこめて花束を」のアンサーソングとも言える曲。2017年11月のデビュー10周年記念ライブ「Superfly 10th Anniversary Premium LIVE "Bloom"」にて初披露された。結婚情報サービス 『ゼクシィ』の「ゼクシィ25周年 "愛を、祝おう。"」プロジェクトのテーマソングに起用された。
カップリングにはTBS系金曜ドラマ『あなたには帰る家がある』の主題歌として書き下ろした「Fall」、テレビ朝日系木曜ドラマ『ドクターX〜外科医・大門未知子〜』（第5期）の主題歌として起用された「ユニゾン」と「Force -Orchestra Ver.-」を収録。「Fall」は、ジャズをSuperfly流に解釈したというブラスサウンドと4ビートのベース、キメやブレイクを多用したアレンジが印象的な楽曲で、「夫婦は家族だけど、他人」というドラマのテーマをイメージして書かれ、テンポのいいストーリー展開に合わせて疾走感のある楽曲に仕上げられた。ドラマのスタッフからは「スピード感のある曲がほしい」と言われたが、自身ではそれまでのようなロックチューンがイメージできなかったので、このようなアレンジになった。また「Fall」にはミュージック・ビデオも制作されている。
Disc 2には、2017年11月15日(水)に東京オペラシティコンサートホール タケミツ メモリアルで行われた「Superfly 10th Anniversary Premium LIVE "Bloom"」のライブ音源が収録されている。初回限定盤のみ付属のDisc 3には、同ライブの映像が収録されている。こちらにはDISC 2には未収録の、アンコールで再び披露された「愛をこめて花束を」も収録されている。

## 収録曲
| 全編曲: 蔦谷好位置。 |                            |                |            |       |
| #                    | タイトル                   | 作詞           | 作曲       | 時間  |
| 1.                   | 「Bloom」                  | いしわたり淳治 | 蔦谷好位置 | 3:59  |
| 2.                   | 「Fall」                   | 越智志帆       | 越智志帆   | 4:04  |
| 3.                   | 「ユニゾン」               | いしわたり淳治 | Tomoya.S   | 4:41  |
| 4.                   | 「Force -Orchestra Ver.-」 | 越智志帆       | 多保孝一   | 3:08  |
| 合計時間:            | 合計時間:                  | 合計時間:      | 合計時間:  | 15:52 |

| 「Superfly 10th Anniversary Premium LIVE "Bloom"」 |                                                                                                   |      |            |      |
| #                                                  | タイトル                                                                                          | 作詞 | 作曲・編曲 | 時間 |
| 1.                                                 | 「Prelude」                                                                                       |      |            | 2:14 |
| 2.                                                 | 「愛をこめて花束を」                                                                              |      |            | 5:05 |
| 3.                                                 | 「やさしい気持ちで」                                                                              |      |            | 4:06 |
| 4.                                                 | 「春のまぼろし」                                                                                  |      |            | 5:16 |
| 5.                                                 | 「愛に抱かれて」                                                                                  |      |            | 4:41 |
| 6.                                                 | 「輝く月のように」                                                                                |      |            | 6:00 |
| 7.                                                 | 「You & Me」                                                                                      |      |            | 2:50 |
| 8.                                                 | 「あぁ」                                                                                          |      |            | 5:13 |
| 9.                                                 | 「Wildflower」                                                                                    |      |            | 4:31 |
| 10.                                                | 「Good-bye」                                                                                      |      |            | 5:48 |
| 11.                                                | 「Beautiful」                                                                                     |      |            | 5:01 |
| 12.                                                | 「Force」                                                                                         |      |            | 3:15 |
| 13.                                                | 「Alright!!」                                                                                     |      |            | 4:16 |
| 14.                                                | 「"FIRE" Medley（タマシイレボリューション / 恋する瞳は美しい / Bi-Li-Li Emotion / Free Planet）」 |      |            | 8:04 |
| 15.                                                | 「愛をからだに吹き込んで」                                                                        |      |            | 4:35 |
| 16.                                                | 「Bloom」(Encore)                                                                                 |      |            | 4:09 |

| 「Superfly 10th Anniversary Premium LIVE "Bloom"」 |                                                                                                   |      |            |      |
| #                                                  | タイトル                                                                                          | 作詞 | 作曲・編曲 | 時間 |
| 1.                                                 | 「Prelude」                                                                                       |      |            | 2:25 |
| 2.                                                 | 「愛をこめて花束を」                                                                              |      |            | 5:04 |
| 3.                                                 | 「やさしい気持ちで」                                                                              |      |            | 4:08 |
| 4.                                                 | 「春のまぼろし」                                                                                  |      |            | 5:21 |
| 5.                                                 | 「愛に抱かれて」                                                                                  |      |            | 4:58 |
| 6.                                                 | 「輝く月のように」                                                                                |      |            | 6:03 |
| 7.                                                 | 「You & Me」                                                                                      |      |            | 2:56 |
| 8.                                                 | 「あぁ」                                                                                          |      |            | 4:34 |
| 9.                                                 | 「Wildflower」                                                                                    |      |            | 4:47 |
| 10.                                                | 「Good-bye」                                                                                      |      |            | 5:52 |
| 11.                                                | 「Beautiful」                                                                                     |      |            | 5:10 |
| 12.                                                | 「Force」                                                                                         |      |            | 3:32 |
| 13.                                                | 「Alright!!」                                                                                     |      |            | 4:15 |
| 14.                                                | 「"FIRE" Medley（タマシイレボリューション / 恋する瞳は美しい / Bi-Li-Li Emotion / Free Planet）」 |      |            |      |
| 15.                                                | 「愛をからだに吹き込んで」                                                                        |      |            | 6:24 |
| 16.                                                | 「Bloom」(Encore)                                                                                 |      |            | 3:55 |
| 17.                                                | 「愛をこめて花束を」(Encore)                                                                      |      |            | 5:33 |